# Chipley
Chipley – miasto w Stanach Zjednoczonych, w stanie Floryda, siedziba administracyjna hrabstwa Washington.